# Onobrychis luristanica
Onobrychis luristanica är en ärtväxtart som beskrevs av Karl Heinz Rechinger. Onobrychis luristanica ingår i släktet esparsetter, och familjen ärtväxter. Inga underarter finns listade i Catalogue of Life.